# 1520 a tudományban
Az 1520. év a tudományban és a technikában.

## Események
- november 28. – Ferdinand Magellan portugál hajós elsőként érte el a Csendes-óceánt miután áthajózott Dél-Amerikában az azóta róla elnevezett szoroson
- 1520–1590-es évek Árforradalom, az árak fokozatosan többszörösükre nőnek, az Amerikából érkező nemesfémek és a bányahozamok emelkedése miatt.
- Az első Amerikát ábrázoló térkép.
- A csokoládé Spanyolországban.

## Tudomány
- Scipione del Ferro olasz matematikus kidolgozza a harmadfokú egyenletek megoldását

## Születések
- Leonard Digges matematikus (1559)
- Johannes Acronius Frisius orvos és matematikus (1564)
- Vincenzo Galilei tudós és zenész (1591)